# Yo, minoría absoluta (gira)
Yo, minoría absoluta fue la gira que la banda Extremoduro realizó en 2002. De esta gira se grabó el DVD en directo Gira 2002. La gira constó de 49 conciertos, comenzando el 1 de junio de 2002 en Orense y terminando el 23 de noviembre en Leganés (Madrid).

## Fechas de la gira
| Fecha                    | Ciudad                    | Lugar                                     |
| ------------------------ | ------------------------- | ----------------------------------------- |
| España                   |                           |                                           |
| 1 de junio de 2002       | Orense                    | Recinto ferial Expourense                 |
| 7 de junio de 2002       | Murcia                    | Auditorium Municipal Murcia Parque        |
| 8 de junio de 2002       | Villarreal                | Casal des Festes                          |
| 14 de junio de 2002      | Salt (Gerona)             | Sala La Mirona                            |
| 15 de junio de 2002      | Palma de Mallorca         | Plaza de toros                            |
| 22 de junio de 2002      | Valladolid                | Patio Central de la Feria de Muestras     |
| 29 de junio de 2002      | Santiago de Compostela    | Pabellón Multiusos Fontes do Sar          |
| 30 de junio de 2002      | Zamora                    | Campo de fútbol "La Vaguada"              |
| 5 de julio de 2002       | Villafranca de los Barros | Plaza de Toros-Auditorio                  |
| 6 de julio de 2002       | Cáceres                   | Recinto Hípico                            |
| 12 de julio de 2002      | Los Alcázares             | Polideportivo Municipal                   |
| 13 de julio de 2002      | Jerez de la Frontera      | Espárrago Rock                            |
| 19 de julio de 2002      | San Bartolomé (Lanzarote) | Campo de fútbol                           |
| 20 de julio de 2002      | Valencia                  | Explanada Jardines Viveros                |
| 26 de julio de 2002      | Soria                     | Plaza de toros                            |
| 27 de julio de 2002      | Huesca                    | Plaza de toros                            |
| 2 de agosto de 2002      | Hervás                    | Plaza de toros                            |
| 7 de agosto de 2002      | Ferrol                    | Parque municipal Reina Sofía              |
| 8 de agosto de 2002      | Pontevedra                |                                           |
| 10 de agosto de 2002     | Gernika                   | Campo de fútbol de Santa Lucía            |
| 14 de agosto de 2002     | Candeleda                 | Campo de fútbol municipal "El Llano"      |
| 15 de agosto de 2002     | Toledo                    | Carpa de la Peraleda                      |
| 17 de agosto de 2002     | Villarobledo              | Pabellón ferial                           |
| 18 de agosto de 2002     | Almería                   | Recinto ferial                            |
| 20 de agosto de 2002     | Onteniente                | Polidepotivo municipal                    |
| 24 de agosto de 2002     | Tárrega                   |                                           |
| 28 de agosto de 2002     | Gijón                     | Plaza de toros                            |
| 31 de agosto de 2002     | Cieza                     | Campo de fútbol "La Arboleja"             |
| 7 de septiembre de 2002  | Alcañiz                   |                                           |
| 13 de septiembre de 2002 | Salamanca                 | Campo de fútbol "La Sindical"             |
| 14 de septiembre de 2002 | Burgos                    | Plaza de toros                            |
| 21 de septiembre de 2002 | Reus                      | Pavelló Olímpic de Reus                   |
| 22 de septiembre de 2002 | Pamplona                  | Pabellón Anaitasuna                       |
| 24 de septiembre de 2002 | Lesaca                    | Auditorio Zambra                          |
| 28 de septiembre de 2002 | León                      |                                           |
| 29 de septiembre de 2002 | Vitoria                   | Buesa Arena                               |
| 4 de octubre de 2002     | Barcelona                 | Pavelló Olímpic de Badalona               |
| 5 de octubre de 2002     | San Sebastián             | Velódromo                                 |
| 9 de octubre de 2002     | Lugo                      | Zona universitaria                        |
| 11 de octubre de 2002    | Zaragoza                  | Recinto Ferial de Valdespartera           |
| 12 de octubre de 2002    | Logroño                   | Plaza de toros                            |
| 18 de octubre de 2002    | Rafal                     | Campo de fútbol                           |
| 25 de octubre de 2002    | Sevilla                   | Auditorio de Sevilla                      |
| 26 de octubre de 2002    | Granada                   | Palacio de deportes                       |
| 2 de noviembre de 2002   | Bilbao                    | Pabellón Municipal de Deportes La Casilla |
| 9 de noviembre de 2002   | Vitoria                   | Pabellón Buesa Arena                      |
| 15 de noviembre de 2002  | La Coruña                 | Coliseum                                  |
| 16 de noviembre de 2002  | Vigo                      | Pabellón das Travesas                     |
| 22 de noviembre de 2002  | Leganés                   | La Cubierta de Leganés                    |
| 23 de noviembre de 2002  | Leganés                   | La Cubierta de Leganés                    |

|  | En este concierto se grabó el DVD Gira 2002. |